# Halticoptera atherigona
Halticoptera atherigona är en stekelart som beskrevs av Huang 1990. Halticoptera atherigona ingår i släktet Halticoptera och familjen puppglanssteklar. Inga underarter finns listade i Catalogue of Life.